# Pokretanje računala
Pokretanje računala (eng. booting). U hrvatskoj literaturi rabi se još izraz bootanje.
Ovo je proces kojim se pokreće operacijski sustav. U procesu se provjerava sklopovlja na razini boot monitora. Tijekom procesa podiže se jezgra s bootabilne jedinice (eng. boot device) u memoriju. Jezgra tad testira i inicijalizira sklopovlje te pokreće ostale programe.
Proces počinje kodom koji je zapisan u jedinici ROM-a u BIOS-u (boot loader, bootstrap loader ili bootstrap). Boot loader određuje redoslijed kojim će se izvršiti tijek pokretanja OS-a te način na koji način na koji će se pristupiti uređajima na kojima će se izvršiti pokretanje. Ovo je bootloader prvog stupnja. Fizičko područje na kojem se nalazi jest MBR (eng. Master Boot Record). Ono što on čini je prepisivanje koda koji je zapisan na samom bootabilnom uređaju ili mediju, a prenosi ga u računalnu memoriju RAM iz koje će se onda izravno izvršiti. Na svim bootabilnim uređajima za spremanje podataka, ovaj je kod prvi kod.

## Smetnje
Kad se računalo pokrene, mogu se pojaviti smetnje. One se mogu dogoditi i prije nego što se pokrenuo sami operacijski sustav. Može se raditi o grješkama i/ili oštećenjima u samom boot procesu prvog i drugog stupnja.